# Tapp

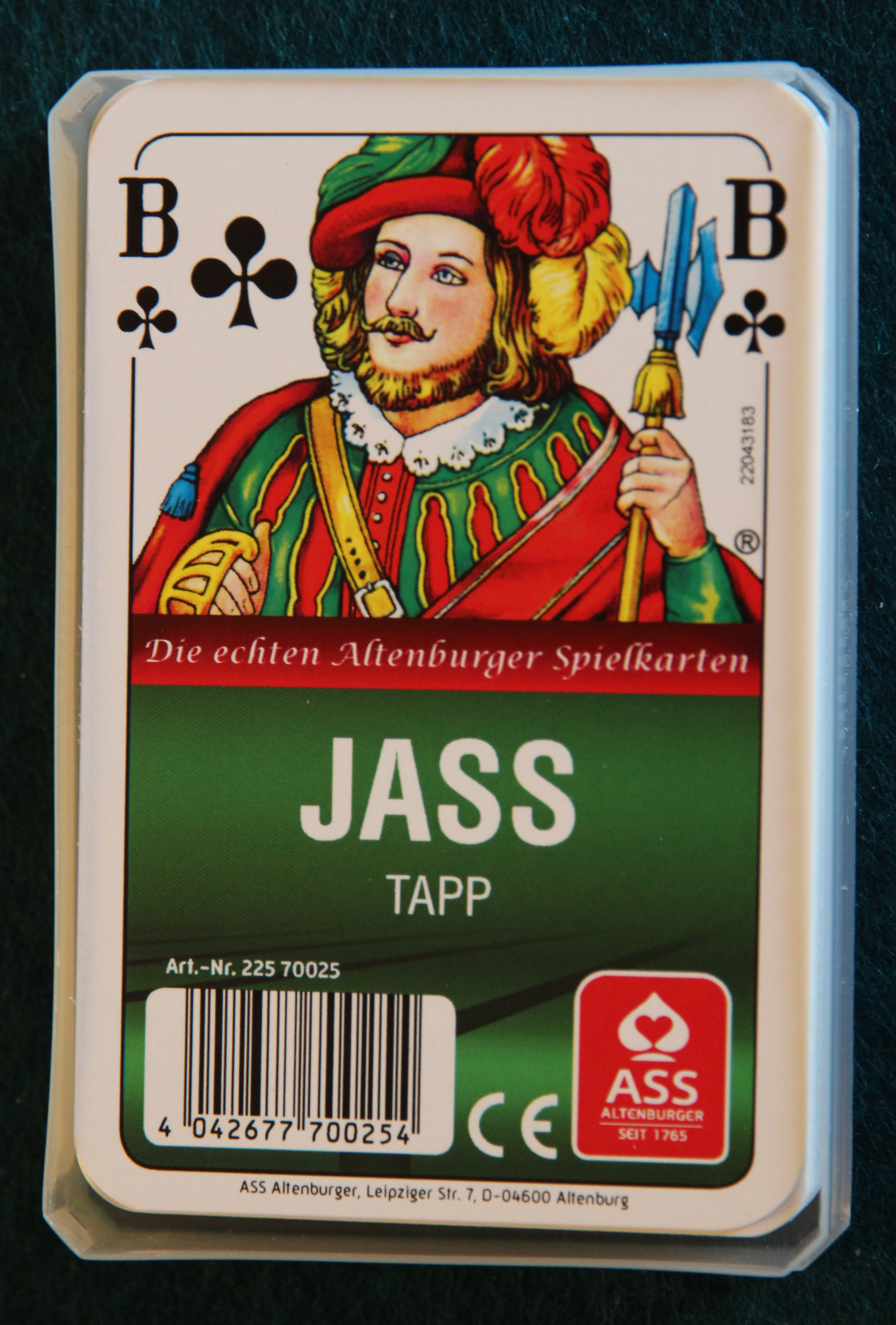
Typisches Tappspiel vom ASS Altenburger

Tapp oder Württembergischer Tarock hat zum Teil Ähnlichkeit mit dem bayrischen Haferltarock oder auch mit dem heute weitverbreiteten Skat und wird mit einem französischen Blatt mit 36 Karten gespielt. Das Tapp-Spiel ist nur regional in Württemberg bekannt.
Tapp kann zu dritt oder zu viert gespielt werden. Zu Beginn einer Spielrunde wird ausgereizt, wer ein Spiel macht. Es gibt die Farbspiele, das Null-Spiel, den Rufer und den Durch. Bei den Farbspielen ist das Ziel, mehr als die Hälfte der Gesamtaugenzahl, also mindestens 61 Augen im Stich zu erreichen. Beim Null-Spiel darf kein Stich gemacht werden, bei Rufer und Durch müssen alle Stiche gemacht werden. Macht kein Spieler ein Spiel, so wird geramscht, das heißt, es gibt keinen Trumpf und verloren hat, wer die meisten Augen im Stich hat.
Es wird in der Regel um Geld gespielt, es wird also kein Spielstand aufgeschrieben.

## Die Ausrüstung
Benötigt wird ein französisches Kartenspiel mit 36 Karten. Handelsüblich sind Spielkarten mit der Aufschrift Jass/ Tapp. Außerdem werden für jeden Spieler einige kleine Münzen (möglichst 5 Cent, 10 Cent und 50 Cent) im Gesamtwert von ein oder zwei Euro benötigt. (Natürlich sind auch Spielchips o. Ä. geeignet.)
Anmerkung: Zum Teil wird nur mit 32 Karten gespielt (ohne Sechser wie beim Skat). Dies wird hauptsächlich beim Spiel zu viert gemacht, da sonst sehr oft „gebettelt“ wird (Null-Spiel).

### Augenzahlen
Das Tapp-Kartenspiel besteht traditionell aus 9 Kartenwerten in den vier Farben Herz, Karo, Kreuz und Schippen (Pik) mit den folgenden Augenzahlen:
| Aufdruck    | A         | 10     | K     | D    | B    | 9      | 8      | 7        | 6       |
| Bezeichnung | Ass (Sau) | Zehner | König | Dame | Bube | Neuner | Achter | Siebener | Sechser |
| Augenzahl   | 11        | 10     | 4     | 3    | 2    | 0      | 0      | 0        | 0       |

Die Gesamtaugenzahl aller Karten im Spiel beträgt 120 Augen. Die Karten mit Null Augen nennt man Luschen oder auf schwäbisch „Nintle“.

### Stichkraft
Die Stichkraft entspricht der in der obigen Tabelle dargestellten Reihenfolge der Kartenwerte innerhalb der einzelnen Farben von As (höchster Kartenwert) bis Sechser (niedrigster Kartenwert).
| Hierarchie der Kartenwerte innerhalb der Farben |                    |                    |                    |
| Kreuz                                           | Pik                | Herz               | Karo               |
| A 10 K D B 9 8 7 6                              | A 10 K D B 9 8 7 6 | A 10 K D B 9 8 7 6 | A 10 K D B 9 8 7 6 |

## Spielregeln
Es wird entgegen dem Uhrzeigersinn ausgeteilt und gespielt. Der Spieler rechts vom Geber ist vorne (Er sitzt in der Vorhand-Position.), d. h., er beginnt mit dem Ausspielen der Karten beim Spiel (außer beim aufgelegten Bettel). Der nächste Spieler (rechts von Vorhand) beginnt mit dem Reizen, d. h., er sagt „ich spiele“ oder, falls er nicht spielen will „weg“. So geht es reihum bis zu Vorhand, er sagt als letzter ob er spielen will. Anschließend sagt jeder, welches Spiel er wagen will. Das Spiel hat, wer die Spielart mit dem höchsten Rang spielt. Bei gleichwertigen Spielen hat es derjenige der weiter vorne ist.
Es spielt immer derjenige, der das Spiel hat gegen alle anderen Spieler. Die Gegenspieler dürfen sich aber nicht absprechen oder irgendwelche Zeichen geben. Lediglich beim Ramsch spielt jeder gegen jeden.

## Spielverlauf

### Geben
Der erste Geber wird ausgelost (z. B. erstes Ass) danach gibt immer der nächste Spieler rechts vom vorherigen Geber. Die Karten werden in folgender Reihenfolge ausgeteilt:
• bei drei Spielern: 11 Karten pro Spieler und drei in den Talon, hier „Tapp“ genannt;
Reihenfolge: vier – drei – drei in den Tapp – vier
• bei vier Spielern: 8 Karten pro Spieler und vier in den Tapp
Reihenfolge: drei – zwei in den Tapp – zwei – zwei in den Tapp – drei

### Spiele
Mögliche Spiele in aufsteigender Rangfolge:
| Rangfolge | Spiel                                  | Wert    |
| 1         | Farbspiel: Kreuz, Schippen (Pik), Karo | 5 Cent  |
| 2         | Farbspiel: Herz                        | 10 Cent |
| 3         | Bettel (Null-Spiel)                    | 15 Cent |
| 4         | Rufer: Kreuz, Schippen (Pik), Karo     | 15 Cent |
| 5         | Rufer: Herz                            | 30 Cent |
| 6         | Aufgelegter Bettel (Null-Ouvert)       | 30 Cent |
| 7         | Durch: Kreuz, Schippen (Pik), Karo     | 30 Cent |
| 8         | Durch: Herz                            | 60 Cent |

Wenn kein Spieler spielt: Ramsch (schwäbisch: „an Runda“), 5 Cent (mit Jungfer 10 Cent).
Bei allen Spielen gilt Farbzwang, d. h., es muss Farbe bekannt oder (bei Farbspielen) Trumpf gespielt werden, falls die Farbe in den Handkarten eines Spielers nicht vorhanden ist (Trumpfzwang). Falls auch kein Trumpf vorhanden ist, kann eine beliebige Karte abgeworfen werden.
Es gilt kein Stichzwang, d. h., der höchste Kartenwert im Stich muss nicht überboten werden. Es kann somit auf eine bestimmte, noch nicht gespielte Karte gelauert werden.
Der Tapp bleibt immer verdeckt, d. h., es gibt kein Spiel, bei dem der Tapp aufgenommen wird. Die Karten im Tapp zählen bei Farbspielen zum Stich des Spielers. Wird das Spiel gewonnen, so kassiert der Spieler von jedem Gegenspieler den Spielwert. Wird das Spiel verloren, so muss der Spieler jedem Mitspieler den Spielwert zahlen.
Es gibt auch die Möglichkeit als niederstes Spiel ein Farbspiel Herz mit Aufnehmen (und anschließendem Drücken) des Tapps zu spielen.

#### Farbspiel
Der Spieler sagt die Trumpffarbe an. Er muss mindestens 61 Augen stechen, um das Spiel zu gewinnen. Haben die Gegenspieler zusammen 60 Augen, so ist das Spiel verloren. Es gilt Farbzwang. Vorhand beginnt das Spiel.

#### Bettel
Der Spieler darf keinen Stich machen, auch keinen mit lauter Luschen (Nintle). Es ist bei diesem Spiel von Vorteil, wenn man zwei- bis maximal dreifarbig ist (was bedeutet, dass der Bettel-Spieler nur Karten zweier oder dreier verschiedener Farben in der Hand halten sollte), um eventuelle „kranke Karten“ (einzelne Karten einer Farbe mit hohem Wert), abwerfen zu können. Die Gegenspieler müssen versuchen die „kranke(n)“ Karte(n) zu finden. Sobald der Spieler einen Stich macht, ist das Spiel verloren. Es gilt Farbzwang, es gibt keinen Trumpf. Vorhand beginnt das Spiel.

#### Aufgelegter Bettel
Der Spieler beginnt bei diesem Spiel selbst. Er darf die erste Karte noch aus den verdeckten Handkarten ausspielen. Danach muss er die Karten offen auf den Tisch legen. Derjenige, der den ersten Stich gemacht hat spielt die nächste Karte aus. Weiter gelten die Regeln wie beim normalen Bettel.

#### Rufer
Der Spieler sagt die Trumpffarbe an und darf eine beliebige Karte, die ihm fehlt, von seinen Gegenspielern rufen und dafür eine ungünstige Karte im Tausch abgeben. Derjenige, der die gerufene Karte hat, muss sie dem Spieler geben und dafür die Tauschkarte nehmen. Liegt die Karte im Tapp ist es Pech für den Spieler. Er weiß jetzt zwar, dass kein Gegenspieler die ihm fehlende Karte hat, kann aber die ungünstige Karte auch nicht abgeben. Es müssen alle Stiche gemacht werden. Sobald die Gegenspieler einen Stich machen, ist das Spiel verloren. Es gilt Farbzwang. Vorhand beginnt das Spiel.

#### Durch
Der Spieler sagt die Trumpffarbe an. Es müssen alle Stiche gemacht werden. Sobald die Gegenspieler einen Stich machen, ist das Spiel verloren. Es gilt Farbzwang. Vorhand beginnt das Spiel.

#### Ramsch
Hierbei gibt es keinen Trumpf, aber es gilt Farbzwang. Vorhand spielt die erste Karte. Beim Ramsch muss versucht werden so wenig wie möglich Augen im Stich zu haben. Noch besser ist es, gar keinen Stich zu machen. Derjenige, der den letzten Stich macht, muss auch den Tapp nehmen. Wer die meisten Augen hat, muss bezahlen. Wer keinen Stich hat, ist Jungfer und bekommt 10 Cent, alle anderen bekommen 5 Cent.

## Spielende
Soll das Tapp-Spiel beendet werden, so wird Herz-Ass angesagt. Der Spieler, der in der nächsten Runde das Herz-Ass erhält, gibt zur letzten Runde in der ein Spiel gespielt werden kann. Er muss natürlich nicht zum Spielbeginn sagen, dass er das Herz-Ass hat. Man sieht dies ja im Spielverlauf. Nach dieser letzten Spielrunde gibt dann noch einmal jeder Spieler zu einem Zwangsramsch. Danach ist dann das Tapp-Spiel beendet und es kann das Geld gezählt werden.

## Quelle
- Tapp-Spielanleitung auf nsv.de.